# Ambassade de France en Haïti

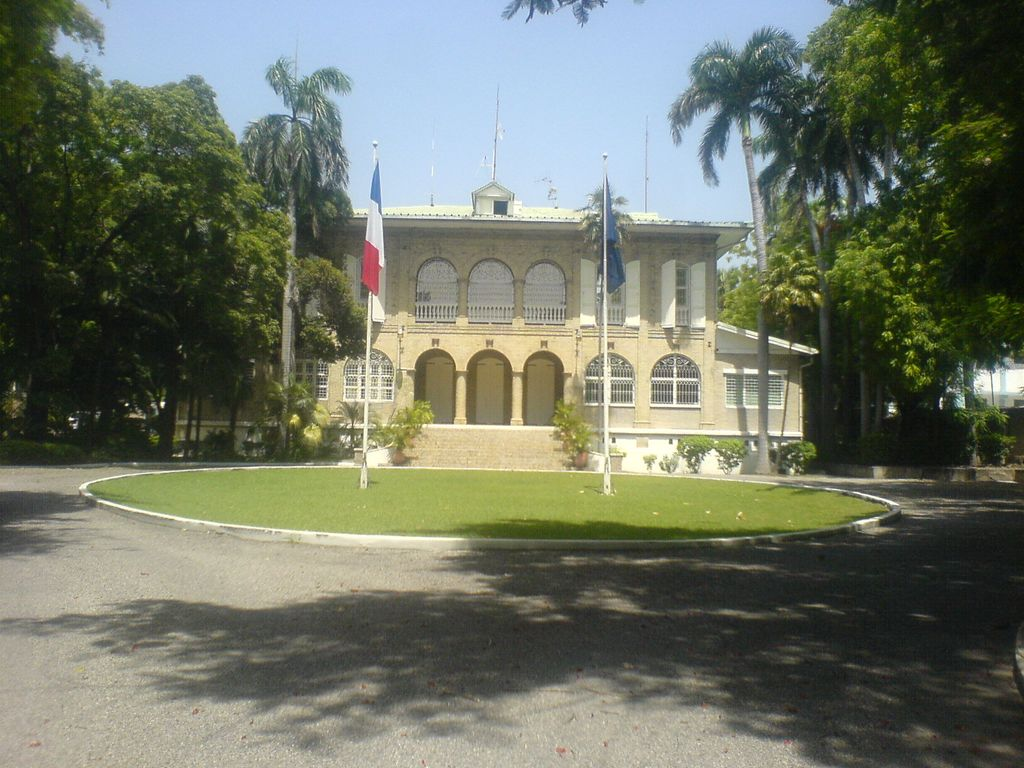
La Maison Laroche, détruite le 12 janvier 2010

L'ambassade de France en Haïti est la représentation diplomatique de la République française auprès de la république d’Haïti. Elle est située à Port-au-Prince, la capitale du pays, et son ambassadeur est, depuis 2024, Antoine Michon. 

## Ambassade
L'ambassade est située au 51, rue Capois, dans une emprise donnant sur le Champ-de-Mars de Port-au-Prince. Elle est la dernière représentation diplomatique encore installée dans le quartier historique de la capitale haïtienne. Elle accueille une section consulaire.

## Histoire
L'ambassade de France est installée depuis 1960 sur un terrain donnant sur le Champ de Mars de la capitale. Son siège a longtemps été la maison Laroche, construite sous le mandat du président Cincinnatus Leconte (1911-1912).
La maison Laroche, du nom du ministre du Commerce qui la fait construire en 1911-1912, sert brièvement de palais national, après l'explosion de celui-ci, en 1912. Quatre présidents haïtiens s'y succèdent de 1914 à 1919. Puis, jusqu'en 1934, sous l'occupation américaine, elle abrite le quartier général du corps des Marines des États-Unis. En 1936, elle devient le cercle des officiers des forces armées d'Haïti, avant d'accueillir pour quelques années, une première fois, la légation de France. Celle-ci avait déménagé plusieurs fois, entre la villa Gosseline, la rue Bonne Foi (à l'emplacement de l'actuel rectorat de l'université d'État d'Haïti) et Turgeau. Avec le début de la Seconde Guerre mondiale, la légation, abandonnée, est confiée à la garde du ministre de France en République dominicaine.
En 1942, le bâtiment est occupé par l'ambassade des États-Unis, tandis que la légation française se replie vers le quartier de Turgeau. Le 1er octobre 1960, alors que les États-Unis inaugurent leur nouvelle ambassade sur le front de mer, l'ambassadeur de France, M. Le Genissel, réintègre la maison Laroche.
La France achète ce bâtiment et ses dépendances en 1968, pour la somme de 107 000 dollars américains. Par la suite, deux constructions nouvelles sont érigées sur ce campus - l’une, en 1973, pour accueillir le service (alors « mission ») de coopération et d’action culturelle (SCAC) ; l’autre, en 2008, pour héberger le service des visas.
Le tremblement de terre du 12 janvier 2010, qui frappe avec une violence toute particulière la vieille ville de Port-au-Prince, endommage très fortement la maison Laroche, qui est finalement rasée en octobre de la même année. Dans l'intervalle, les services de l'ambassade de France sont installés dans des bâtiments provisoires, sur la même emprise.
La procédure de reconstruction de l'ambassade de France, au même endroit, commence en 2010, avec le lancement d'un appel à manifestation d'intérêt auprès des cabinets d'architecture et des bureaux d'études, candidats à la maîtrise d'œuvre de ce projet. Le programme vainqueur est rendu public le 13 mai 2011 par le ministre des Affaires étrangères et européennes Alain Juppé : il a été réalisé par le cabinet français Explorations Architecture, associé au bureau d'études britannique Buro Happold. L'édifice  qui associe le bois, le verre et le métal, répond aux normes parasismiques, paracyclonique et bioclimatiques, se veut compatible avec des techniques de construction rapide. La nouvelle ambassade a été achevée fin 2014.

## La Résidence de France
La Résidence de France à Port-au-Prince était installée entre 1946 et le 12 janvier 2010 au Manoir des Lauriers. Ce vaste bâtiment avait été construit vers 1927 pour un homme d’affaires américain, M. Edgar Elliott, sur le terrain de l'ancienne "Habitation" (plantation) Bourdon. Le président Élie Lescot s'en était ensuite porté acquéreur en novembre 1941. Après en avoir été locataire pendant cinq ans, la France a acheté le Manoir des Lauriers le 27 juin 1951, pour 100 000 dollars américains.
La résidence de France a été totalement détruite par le tremblement de terre du 12 janvier 2010. Elle s'est provisoirement installée, depuis le 1er juillet 2010, dans la Résidence "Les Orangers", située dans le quartier des Hauts de Turgeau, toujours dans le centre historique de Port-au-Prince.
Le lycée français Alexandre Dumas de Port-au-Prince est installé depuis 1978 sur le terrain du Manoir des Lauriers, d'une superficie de plus de 8 hectares.

## Ambassadeurs de France en Haïti
| De   | À    | Ambassadeur               |
| ---- | ---- | ------------------------- |
| 1943 | 1945 | Marc Milon de Peillon     |
| 1945 | 1950 | Maurice Chayet            |
| 1950 | 1952 | Ludovic Chancel           |
| 1952 | 1956 | Roger de Bercegol de Lile |
| 1956 | 1960 | Lucien Félix              |
| 1960 | 1967 | Charles Le Genissel       |
| 1967 | 1972 | Philippe Koenig           |
| 1972 | 1974 | Bernard Dorin             |
| 1974 | 1980 | Louis Deblé               |
| 1980 | 1981 | Jean Peyronnet            |
| 1981 | 1983 | Marcel Barthélemy         |
| 1983 | 1986 | François-Claude Michel    |
| 1986 | 1988 | Michel de La Fournière    |
| 1988 | 1992 | Jean-Raphaël Dufour       |
| 1992 | 1995 | Philippe Selz             |
| 1995 | 1999 | Patrick Roussel           |
| 1999 | 2003 | Yves Gaudeul              |
| 2003 | 2005 | Thierry Burkard           |
| 2005 | 2009 | Christian Connan          |
| 2009 | 2012 | Didier Le Bret            |
| 2013 | 2015 | Patrick Nicoloso          |
| 2015 | 2018 | Élisabeth Beton-Delègue   |
| 2018 | 2021 | José Gomez                |
| 2021 | 2024 | Fabrice Mauries           |
| 2024 | auj. | Antoine Michon            |

## Relations diplomatiques
La France a reconnu la république d'Haïti par l'ordonnance du 17 avril 1825, par laquelle Charles X renonçait à ses droits de souveraineté sur Saint-Domingue en échange, notamment, du versement d’une indemnité de 150 millions aux anciens colons, payable en cinq termes égaux (dette dite "de l'indépendance" finalement réduite en février 1838 à 90 millions payables en trente ans).
Le premier Chargé d'affaires français dans la capitale haïtienne fut Maler, qui prit son poste à Port-au-Prince le 6 novembre 1825, en compagnie de deux agents consulaires. Molien le remplace en 1828 avec le titre de consul général. C'est le baron Louis-André Pichon qui lui succéda en 1828, puis Levasseur.
La légation de France en Haïti est devenue ambassade de plein droit en 1950.

## Consulats
Outre le service consulaire de l'ambassade de France à Port-au-Prince, deux consuls honoraires exerçant respectivement à :
- Jacmel
- Cap-Haïtien

### Communauté française
Au 31 décembre 2016, 1 799 Français sont inscrits sur les registres consulaires en Haïti.
| 2001  | 2002  | 2003  | 2004  |
| ----- | ----- | ----- | ----- |
| 1 409 | 1 407 | 1 431 | 1 402 |

| 2005  | 2006  | 2007  | 2008  |
| ----- | ----- | ----- | ----- |
| 1 453 | 1 463 | 1 432 | 1 419 |

| 2009  | 2010  | 2011  | 2012  |
| ----- | ----- | ----- | ----- |
| 1 362 | 1 344 | 1 551 | 1 566 |

| 2013  | 2014  | 2015  | 2016  |
| ----- | ----- | ----- | ----- |
| 1 654 | 1 642 | 1 715 | 1 799 |

### Circonscriptions électorales
Depuis la loi du 22 juillet 2013 réformant la représentation des Français établis hors de France avec la mise en place de conseils consulaires au sein des missions diplomatiques, les ressortissants français d'Haïti élisent pour six ans un conseiller consulaire. Ce dernier a trois rôles : 
1. il est un élu de proximité pour les Français de l'étranger ;
2. il appartient à l'une des quinze circonscriptions qui élisent en leur sein les membres de l'Assemblée des Français de l'étranger ;
3. il intègre le collège électoral qui élit les sénateurs représentant les Français établis hors de France.

Pour l'élection à l'Assemblée des Français de l'étranger, Haïti appartenait jusqu'en 2014 à la circonscription électorale de Port-au-Prince, comprenant aussi Antigua-et-Barbuda, les Bahamas, la Barbade, la Cuba, République dominicaine, la Dominique, la Grenade, la Jamaïque, Saint-Christophe-et-Niévès, Sainte-Lucie, Saint-Vincent-et-les-Grenadines et Trinité-et-Tobago, et désignant un siège. Haïti appartient désormais à la circonscription électorale « Amérique Latine et Caraïbes » dont le chef-lieu est São Paulo et qui désigne sept de ses 49 conseillers consulaires pour siéger parmi les 90 membres de l'Assemblée des Français de l'étranger.
Pour l'élection des députés des Français de l’étranger, Haïti dépend de la 2e circonscription.